# NGC 2451
NGC 2451 是在船尾座的一個疏散星團，天球座標為赤經7時45.4分，赤緯-14度58分，視覺觀測大小約45角分，亮度约2.8視星等。早在1654年之前就已經被喬瓦尼·巴皮斯塔·霍迪納發現，約翰·赫歇爾在1835年也記錄了它。在1994年，它被懷疑其實是位在相同視線方向上的兩個疏散星團。1996年此一懷疑得到證實，這兩個疏散星團分別標示為NGC 2451A和NGC 2451B，與地球的距離分別是600光年和1,200光年。
星团内的最亮星是弧矢三，是一个3.6等橘色巨星。

## 外部連結
- 维基共享资源上的相關多媒體資源：NGC 2451
- NGC 2451 @ SEDS NGC objects pages（页面存档备份，存于）
- WikiSky上关于NGC 2451的内容：DSS2, SDSS, GALEX, IRAS, 氢α, X射线, 天文照片, 天图, 文章和图片